# Кристал Лејкс (Мисури)
Кристал Лејкс (енгл. Crystal Lakes) град је у америчкој савезној држави Мисури.

## Демографија
По попису из 2010. године број становника је 358, што је 25 (-6,5%) становника мање него 2000. године.
| Група             | 2000.       | 2010.       |
| Белци             | 378 (98,7%) | 330 (92,2%) |
| Афроамериканци    | 0 (0,0%)    | 1 (0,3%)    |
| Азијати           | 2 (0,5%)    | 7 (2,0%)    |
| Хиспаноамериканци | 1 (0,3%)    | 5 (1,4%)    |
| Укупно            | 383         | 358         |